# Loi sur la citoyenneté de la république populaire de Chine
Ne doit pas être confondu avec Nationalités chinoises.
La loi sur la citoyenneté de la république populaire de Chine (chinois simplifié : 中华人民共和国国籍法 ; chinois traditionnel : 中華人民共和國國籍法 ; pinyin : Zhōnghuá Rénmín Gònghéguó guójí fǎ) réglemente la citoyenneté en république populaire de Chine (RPC). Cette citoyenneté est obtenue à la naissance (quand au moins un des parents possède la citoyenneté chinoise) ou par naturalisation. Cette notion est différente de celle des ethnies de Chine. 

## Citoyenneté à la naissance
Le remplacement de la république de Chine (1912-1949) par la république populaire de Chine (RPC),  entraine une majorité de Chinois à recevoir la nationalité de cette dernière.
Aujourd'hui, une personne née sur le territoire de la RPC acquiert la nationalité chinoise dès la naissance si :
- au moins un des parents possède la nationalité chinoise,
- les deux parents sont de nationalité inconnue, mais vivent de façon permanente en Chine.

En Chine, pour les enfants dont un parent est chinois et l'autre de nationalité étrangère, des complications sont possibles si un passeport étranger est utilisé pour sortir de Chine. Selon l'article 3 de la constitution, la double nationalité n'est pas reconnue. Cependant, il existe une exception pour les habitants de Macao, ancienne concession portugaise, qui peuvent posséder la double nationalité chinoise et portugaise. Enfin, des personnes nés de parents chinois à l'étranger peuvent obtenir la nationalité dans le pays étranger en raison du droit du sol, et obtenir une carte d'origine chinoise, inspirée de la carte d'origine indienne (en), en raison du droit du sang. Des expérimentations sont en cours depuis 2015 dans la zone technologique de Zhongguancun.

### Hong Kong et Macao
Les personnes nées à Hong Kong (concession britannique) et à Macao (concession portugaise) avant et après les rétrocessions sont considérées comme « nées en Chine » par la RPC.

#### Cas de Macao
En raison de la complexité des origines des habitants de Macao, la double nationalité peut être reconnue pour ceux-ci, s'ils peuvent démontrer leur double origine portugaise et chinoise

### République de Chine ou Taïwan
Les autorités de RPC considérant Taïwan (toujours appelé « République de Chine » depuis 1949) comme une province rebelle, le passeport taïwanais n'est pas reconnu par Pékin qui estime que les Taïwanais sont des nationaux dépourvus de passeport. Pour rejoindre la Chine continentale, ces derniers doivent obtenir le Laissez-passer d'entrée-sortie sur le continent de résident de Taïwan (en) (台湾居民来往大陆通行证 / 臺灣居民來往大陸通行證, táiwān jūmín láiwǎng dàlù tōngxíngzhèng, également surnommé « permis compatriote taïwanais » (台胞证 / 臺胞證, táibāo zhèng) délivré par la RPC. Dans certains cas[lesquels?], ce permis sert aussi pour Hong Kong. En dehors des personnes ayant obtenu leur pleine nationalité britannique à Hong Kong, Taïwan reconnaît aussi les Chinois continentaux, hongkongais et macanais comme ses nationaux. Cependant, ils ne seront éligibles au passeport taïwanais que s'ils ont habité dans un troisième pays ou s'ils possèdent un hukou dans la Zone Libre de Taïwan.

## Naturalisation comme citoyen de la RPC
Les étrangers ou les personnes apatrides peuvent être naturalisées comme citoyens de la RPC, sous l'une des conditions suivantes[réf. nécessaire] : 
- être le parent proche d'un citoyen chinois,
- résider en Chine,
- avoir d'autres raisons acceptables.

Toute personne naturalisée chinoise doit renoncer à toute autre nationalité étrangère.

## Refus de la double citoyenneté
La Chine ne reconnaît pas à ses citoyens le droit de posséder la double nationalité (chinoise et étrangère).
Aucune exception n'est possible y compris pour obtenir la citoyenneté des régions administratives spéciales de Hong Kong et de Macao.

## Perte de citoyenneté chinoise
Un citoyen chinois peut renoncer à sa citoyenneté (à l'exception des fonctionnaires de l'État et le personnel militaire en service actif). Ainsi l'actrice Gong Li a abandonné sa nationalité chinoise pour celle de Singapour et Zhang Ziyi a abandonné sa citoyenneté chinoise pour celle de Hong Kong, Chine.